# L’Arc-en-Ciel
L’Arc~en~Ciel (auch japanisch ラルク アン シエル Raruku An Shieru) ist eine seit 1991 bestehende J-Rock-Band (japanische Rockmusik). Die Band hat über 13 Millionen Alben und über 16 Millionen Singles verkauft. Auf der von HMV Japan herausgegebenen Liste der Top 100 Japanischen Pop-Acts fanden sich L'Arc~en~Ciel 2003 auf Platz 58 wieder.

## Bandgeschichte

### 1991–1996: Anfänge
L'Arc~en~Ciel wurde im Februar 1991 in Osaka von Bassist und Bandleader Tetsu (Tetsuya Ogawa) gegründet. Die weiteren Gründungsmitglieder waren neben dem Sänger Hyde (Hideto Takarai, damals HIDE genannt) auch Schlagzeuger Pero und Gitarrist Hiro, Letzterer verließ die Band jedoch bereits am 12. Juni 1992 wieder. Tetsu überredete daraufhin seinen Freund Ken (Ken Kitamura), der in Nagoya studierte, als Gitarrist einzusteigen. Sakura ersetzte Schlagzeuger Pero 1993, nachdem dieser die Band am 30. Dezember 1992 verließ.
Die erste auf 1000 Stück limitierte Single der Band Floods of tears erschien am 25. November 1992, gefolgt vom ersten Album Dune am 10. April 1993 (Danger Crue Records). Das Album war ein Erfolg für die noch junge Band und landete im Mai auf Platz 1 der Oricon Indies Charts. L'Arc~en~Ciel unterschrieb 1994 einen Plattenvertrag bei Sonys Label Ki/oon Records, bei dem noch im selben Jahr das zweite Album Tierra erschien. Heavenly folgte dicht darauf 1995. Das vierte Album True aus dem Jahr 1996 war die erste Veröffentlichung mit mehr als einer Million verkauften Exemplaren.

### 1997: Sakuras Ausstieg
Im Februar 1997 wurde Schlagzeuger Sakura wegen Heroinbesitzes festgenommen und verließ die Band kurz darauf im Oktober. Das dadurch ausgelöste Medienecho führte dazu, dass alle Plattenverkäufe der Gruppe vorübergehend eingestellt wurden. Der Endingsong The Fourth Avenue Cafe für den Anime Rurouni Kenshin wurde nach nur vier Episoden durch den vorherigen Song Heart of Sword ersetzt und die Veröffentlichung der Single wurde auf unbestimmte Zeit verschoben Letztendlich mussten die Fans bis 2006 darauf warten.
Die verbliebenen drei Mitglieder führten ihre Aktivitäten trotzdem fort, u. a. als Self-Coverband unter dem Namen The Zombies. Sie coverten aber u. a. auch Marilyn Mansons Irresponsible Hate Anthem. Das Comeback der Band wurde mit der Reincarnation 97 Live in Tokyo Dome eingeläutet, bei der erstmals der neue Drummer Yukihiro (ex-Zi:Kill und Die in Cries) auftrat. Das Comeback war ein voller Erfolg: Alle 56.000 Karten für ihr erstes Konzert im Tokyo Dome waren innerhalb von vier Minuten ausverkauft, was einen neuen Rekord darstellte.
Ende 1997 erschien die Single Niji, mit deren Veröffentlichung auch bekanntgegeben wurde, dass Yukihiro als festes Mitglied bei der Band bleiben wird.

### 1998–2000: Erfolge
Die 1998 erschienene elfte Single HONEY war die erste Single der Band, die sich über eine Million Mal verkaufte, Winter Fall aus demselben Jahr war ihr erster Nummer-1-Hit in den Oricon Charts. Es folgten die Alben Heart (25. Februar 2008) und ark und Ray, die beide am 1. Juli 1999 und auch außerhalb Japans in Asien veröffentlicht wurden. Die beiden Alben belegten die ersten beiden Plätze der Charts und verkauften sich jeweils über zwei Millionen Mal. Im Laufe der Grand Cross-Tournee im gleichen Jahr trat die Band auch in Hongkong, Taiwan und Thailand auf.
Das nächste und vorerst letzte Album von Laruku, wie die Band von japanischen Fans genannt wird, war Real (30. August 2000), die letzte Single war Spirit Dreams Inside (Another Dream) (5. September 2001), dessen englische Version der Endingsong für den Kino-Film Final Fantasy: The Spirits Within wurde.

### 2001–2003: Hiatus und Soloprojekte
Die Bandpause, die fast vier Jahre dauern sollte, wurde mit fünf verschiedenen Kompilationen überbrückt, angefangen mit ectomorphed works 2000 und gefolgt von Clicked Singles Best 13 2001, deren zwölf Songs von den Fans durch Online-Voting ausgewählt wurden. Ein 13. Track war der bisher unveröffentlichte Song Anemone. Am 19. März 2003 erschienen The Best of L'Arc-en-Ciel 1994–1998, The Best of L'Arc-en-Ciel 1998–2000 und The Best of L'Arc-en-Ciel C/W, auf denen alle bisherigen Singles bis auf Spirit Dreams Inside (Another Dream) enthalten sind.
Während der Bandpause startete Hyde seine Solokarriere mit den Alben Roentgen und 666, außerdem übernahm er eine erste Hauptrolle im Film Moon Child, bei dem Sänger Gackt Regie und eine weitere Hauptrolle übernahm. Des Weiteren spielte Hyde den Adam im Film Kagen no Tsuki (Last Quarter of the Moon), der auf dem gleichnamigen Manga basiert.
Ken gründete die Band Sons of All Pussys mit L'Arc-en-Ciels Ex-Drummer Sakura. Tetsuya startete Tetsu69, und Yukihiro gründete Acid Android.

### 2004: Comeback und USA-Debüt
Im Juni 2003 spielten L'Arc~en~Ciel eine Konzertreihe unter dem Namen Shibuya Seven Days. In dem Jahr kompensierte die Band die Fans mit einer ganzen Fülle neuer Veröffentlichungen: Die erwartete neue Single Ready Steady Go erschien im Februar 2004, schnellte auf Platz eins der Charts. und wurde als Opening für den Anime Fullmetal Alchemist verwendet. Ein Cover des Songs wird im Nintendo-DS-Videospiel Osu! Tatakae! Ouendan gespielt. Im März erschien eine weitere Single, Hitomi no Juunin, gefolgt vom Album Smile (31. März) und einer weiteren Single, Jiyuu e no Shoutai. Außerdem zeigte die Band zum ersten Mal ihr Alter Ego P'unk-en-Ciel auf der Single mit der B-Side Milky Way.
2004 wagte sich die Band erstmals über den großen Teich und spielte auf der Anime-Convention Otakon, in Baltimore, Maryland, vor ca. 12.000 Besuchern in der 1st Mariner Arena. Am 31. Mai 2005 legten Tofu Records, das US-Label von Sony Music Japan mit der Liveaufzeichnung Live in U.S.A nach. Am 25. Juni 2007 unterzeichneten L'Arc-en-Ciel außerdem bei HMV America.

### 2005–2006: Asientour und Soloprojekte
Auch 2005 strotzte die Band vor Energie und brachte die Singles Killing Me, New World und Jojoushi auf den Markt, die auch auf dem Album Awake (22. Juni) zu finden sind, neben Lost Heaven, dem Ending für den Anime-Film Fullmetal Alchemist – Der Film: Der Eroberer von Shamballa. Die Single Link, die auf dem nächsten Album Kiss zu finden war, stellte den Openingsong für den Film.
Im August 2005 zeigte sich die Band politisch auf ihrer Japantour Awake, bei der sie die kritischen Lyrics der Albumsongs durch Anti-Kriegs-Dekor unterstrichen. Ihre Asia Live 2005-Tour führte die Band nach Seoul und Shanghai.
Den Rest des Jahres und einen Teil von 2006 widmeten sich die Mitglieder wieder Soloprojekten: Tetsuya arbeitete mit Dead Ends Sänger Morrie an dessen Soloprojekt Creature Creature. Yukihiro veröffentlichte mit Acid Android die Single Let's Dance. Sie spielten außerdem mit Mucc auf zwei Konzerten in Shanghai. Hyde komponierte Glamorous Sky, den Titelsong für den Film Nana mit Popstar Mika Nakashima in der Hauptrolle, der auf dem gleichnamigen Manga basierte. Hydes eigenes Album Faith kam am 26. April 2006 auf den Markt, das ihn auch solo nach Amerika führte.

### 2006–2008: 15. Bandjubiläum und Europa
Ihr 15. Bandjubiläum feierte die Band am 25. und 26. November im Tokyo Dome unter dem Namen L'Anniversary. Sie toppten damit ihren alten Rekord, denn die Konzerte waren innerhalb von zwei Minuten ausverkauft. Die Songs, die gespielt wurden, wurden von den Fans per Internetabstimmung ausgewählt. Das Konzert wurde auch im Fernsehen übertragen, am 23. Dezember auf dem japanischen Sender WOWOW und am 8. Februar 2007 auf MTV Korea.
L'Arc-en-Ciel nahmen 2007 ihren Song Shine auf, der das Opening für den Anime Guardian of the Spirit werden sollte. Im Frühling desselben Jahres startete die Tour Mata Heart ni hi wo Tsukero 2007. Auch die Charts wurden abermals erobert, diesmal mit den Singles Seventh Heaven, My Heart Draws a Dream und Daybreak's Bell, das sich auch in die Liste der Anime-Openingsongs einreiht, da er für Mobile Suit Gundam 00 genutzt wurde. Im November und Dezember legte das Quartett mit der Limited Edition Single Hurry Xmas, den zwei DVDs 15th L'Anniversary Live und Chronicle 3 sowie ihrem Album Kiss nach. Auch dieses Album erreichte den Topspot der Oricon Charts.
Das neue Album wurde mit der Theater of Kiss-Tour promoted, die vom 22. Dezember 2007 bis zum 17. Februar 2008 andauerte. Der Song Drink It Down, das japanische Opening für das PlayStation-3- und Xbox-360-Spiel Devil May Cry 4 wurde ein weiterer Spitzenerfolg.
Erstmals nach Europa kam die Band im Rahmen ihrer Tour 2008 L'7: Trans Asia via Paris. Im selben Jahr folgten noch die Single Nexus 4/Shine und die DVD Tour 2007-2008 Theater of Kiss, bevor L'Arc~en~Ciel ein weiteres Mal auseinandergingen.

### 2009–2010: Live-show-Hiatus
Trotz Pause waren L'arc~en~Ciel nicht leicht zu vergessen, da immer wieder neues Material folgte. Seit dem 20. Mai 2009 können Fans die DVD Live in Paris erwerben. Die Band steuerte außerdem den Song Bless für die NHK-Übertragung der Olympischen Winterspiele 2010 in Vancouver bei.
Hyde und K.A.Z (u. a. Ex-hide with Spread Beaver) formten die Hardrock-Band Vamps und brachten ihr gleichnamiges Debütalbum 2009 heraus. Tetsu änderte seinen Künstlernamen in Tetsuya und veröffentlichte ein Buch.
Am 10. März wurde das 5. Best-Of der Band veröffentlicht, Quadrinity: Member's Best Selections. Jede der vier CDs enthält sieben von den einzelnen Mitgliedern gewählte Songs, die auch von ihnen remastered worden sind.

### 2011–heute: 20. Bandjubiläum und Welttournee
Am 1. Januar 2011 feierten L'Arc~en~Ciel ihr 20-jähriges Bandbestehen und Neujahr mit der L'A Happy New Year! Show in der Makuhari Messe. Am 16. Februar folgte die Kompilation Twenity, die aus drei Parts besteht: Twenity 1991-1996, Twenity 1997-1999 und Twenity 2000-2010. Das Ganze erschien auch als Boxset Twenity Box am 9. März.
Auch für den neuesten Fullmetal-Alchemist-Film Fullmetal Alchemist the Movie: The Sacred Star of Milos steuerte die Band den Song bei, der Song Good Luck My Way ist damit ihr vierter Franchise-Song.
Gefeiert wurde ebenfalls auf dem 20th L'Anniversary Concert im Ajinomoto-Stadion in Tokio im Mai 2011. Obwohl die Planung für das Konzert bereits abgeschlossen war, flossen alle Einnahmen nach dem Tōhoku-Erdbeben 2011 vom 11. März in den Wiederaufbau.
Am 12. Oktober 2011 erschien die Single X X X (lies:Kiss Kiss Kiss) und die Stopps für die Welttournee wurden veröffentlicht: Hongkong, Bangkok, Shanghai, Taipeh, New York, London, Paris und Seoul. Ihr Konzert in New York sollte ursprünglich im Theater am Madison Square Garden stattfinden, wurde aber in die Haupthalle des Madison Square Garden verlegt, womit L'Arc-en-Ciel die erste japanische Band war, die dort auftrat. Zudem erschien 2012 sie Single Chase am 21. Dezember, die als Titelsong für den japanischen Film "Wild 7" genutzt wurde.
L'Arc-en-Ciel kündigte mit der Single auch das neue Studioalbum Butterfly und das erste Album ihrer Alter-Ego-Band mit dem Titel P'unk is Not Dead an.
Das 12. Album von L'Arc~en~Ciel, Butterfly, wurde am 8. Februar 2012 herausgebracht und beinhaltet neben vorab veröffentlichten Singles vier neue Songs. Außerdem fand die erste Welttournee der Band statt, die mit sechs Konzerten in Japan und zwei Auftritten in Hawaii abgeschlossen wurde. Die Konzerte in Japan fanden im Nissan-Stadion, Japans größtem Stadion, den Universal Studios Japan und im Olympiastadion Tokio statt.
Anfang 2014 wurde bekannt, dass L'Arc~en~Ciel noch einmal für zwei Konzerte ins Olympiastadion Tokio zurückkehren würden, bevor dieses für die Olympischen Spiele 2020 umgebaut wird. Die Konzerte fanden am 21. und 22. März 2014 statt.
Aktuell haben Fans die Möglichkeit, an einem offiziellen Voting für die nächste Welttournee der Band teilzunehmen.

## Name
Der Bandname kommt aus dem Französischen und bedeutet „Regenbogen“.
Entsprechend der japanischen Aussprache des Namens (raruku an shieru) ist die Band bei westlichen Fans auch unter dem Kosenamen Laruku bekannt.
Der Name des offiziellen Fan-Clubs lautet in Anlehnung an den Bandnamen LE-CIEL ("Himmel").

## Diskografie

### Studioalben
| Jahr | Titel     | Höchstplatzierung, Gesamtwochen, AuszeichnungChartsChartplatzierungen (Jahr, Titel, Platzierungen, Wochen, Auszeichnungen, Anmerkungen) | Anmerkungen                             |
| Jahr | Titel     | JP | Anmerkungen                             |
| ---- | --------- | --- | --------------------------------------- |
| 1993 | Dune      | JP5 (9 Wo.)JP | Erstveröffentlichung: 27. April 1993    |
| 1994 | Tierra    | JP7 Platin · (34 Wo.)JP | Erstveröffentlichung: 14. Juli 1994     |
| 1995 | Heavenly  | JP3 Platin · (56 Wo.)JP | Erstveröffentlichung: 1. September 1995 |
| 1996 | True      | JP1 ×4Vierfachplatin · (110 Wo.)JP | Erstveröffentlichung: 12. Dezember 1996 |
| 1998 | Heart     | JP1 ×4Vierfachplatin · (62 Wo.)JP | Erstveröffentlichung: 25. Februar 1998  |
| 1999 | Ark       | JP1 ×2Doppeldiamant · (25 Wo.)JP | Erstveröffentlichung: 1. Juli 1999      |
| 1999 | Ray       | JP2 ×2Doppeldiamant · (22 Wo.)JP | Erstveröffentlichung: 1. Juli 1999      |
| 2001 | Real      | JP1 ×3Dreifachplatin · (11 Wo.)JP | Erstveröffentlichung: 4. Juli 2001      |
| 2004 | Smile     | JP2 Platin · (18 Wo.)JP | Erstveröffentlichung: 31. März 2004     |
| 2005 | Awake     | JP1 Platin · (17 Wo.)JP | Erstveröffentlichung: 22. Juni 2005     |
| 2007 | Kiss      | JP1 Platin · (16 Wo.)JP | Erstveröffentlichung: 21. November 2007 |
| 2012 | Butterfly | JP1 Platin · (21 Wo.)JP | Erstveröffentlichung: 8. Februar 2012   |

### Kompilationen
| Jahr | Titel                                     | Höchstplatzierung, Gesamtwochen, AuszeichnungChartsChartplatzierungen (Jahr, Titel, Platzierungen, Wochen, Auszeichnungen, Anmerkungen) | Anmerkungen                            |
| Jahr | Titel                                     | JP | Anmerkungen                            |
| ---- | ----------------------------------------- | --- | -------------------------------------- |
| 2001 | Clicked Singles Best 13                   | JP1 ×4Vierfachplatin · (14 Wo.)JP | Erstveröffentlichung: 14. März 2001    |
| 2003 | The Best of L’Arc-en-Ciel 1994–1998       | JP6 Gold · (13 Wo.)JP | Erstveröffentlichung: 19. März 2003    |
| 2003 | The Best of L’Arc-en-Ciel 1998–2000       | JP4 Platin · (16 Wo.)JP | Erstveröffentlichung: 19. März 2003    |
| 2003 | The Best of L’Arc-en-Ciel c/w             | JP8 Gold · (9 Wo.)JP | Erstveröffentlichung: 19. März 2003    |
| 2010 | Quadrinity: Member’s Best Selections      | JP2 Gold · (11 Wo.)JP | Erstveröffentlichung: 10. März 2010    |
| 2011 | Twenity 1991–1996                         | JP12 (7 Wo.)JP | Erstveröffentlichung: 16. Februar 2011 |
| 2011 | Twenity 1997–1999                         | JP11 (9 Wo.)JP | Erstveröffentlichung: 16. Februar 2011 |
| 2011 | Twenity 2000–2010                         | JP7 (9 Wo.)JP | Erstveröffentlichung: 16. Februar 2011 |
| 2011 | Twenity Box                               | JP8 (6 Wo.)JP | Erstveröffentlichung: 9. März 2011     |
| 2012 | World’s Best Selection                    | — | Erstveröffentlichung: 3. März 2012     |
| 2022 | L’Album Complete Box -Remastered Edition- | JP8 (2 Wo.)JP | Erstveröffentlichung: 18. Mai 2022     |

### Livealben
| Jahr | Titel                   | Höchstplatzierung, Gesamtwochen, AuszeichnungChartsChartplatzierungen (Jahr, Titel, Platzierungen, Wochen, Auszeichnungen, Anmerkungen) | Anmerkungen                         |
| Jahr | Titel                   | JP | Anmerkungen                         |
| ---- | ----------------------- | --- | ----------------------------------- |
| 2018 | 25th L’Anniversary Live | JP5 (13 Wo.)JP | Erstveröffentlichung: 28. März 2018 |

### Jubiläumsausgaben
| Jahr | Titel                                 | Höchstplatzierung, Gesamtwochen, AuszeichnungChartsChartplatzierungen (Jahr, Titel, Platzierungen, Wochen, Auszeichnungen, Anmerkungen) | Anmerkungen                             |
| Jahr | Titel                                 | JP | Anmerkungen                             |
| ---- | ------------------------------------- | --- | --------------------------------------- |
| 2004 | Dune 10th Anniversary Edition         | — | Erstveröffentlichung: 21. April 2004    |
| 2006 | Ark 15th Anniversary Expanded Edition | JP13 (6 Wo.)JP | Erstveröffentlichung: 13. Dezember 2006 |
| 2006 | Ray 15th Anniversary Expanded Edition | JP12 (7 Wo.)JP | Erstveröffentlichung: 13. Dezember 2006 |

### Remixalben
| Jahr | Titel             | Höchstplatzierung, Gesamtwochen, AuszeichnungChartsChartplatzierungen (Jahr, Titel, Platzierungen, Wochen, Auszeichnungen, Anmerkungen) | Anmerkungen                         |
| Jahr | Titel             | JP | Anmerkungen                         |
| ---- | ----------------- | --- | ----------------------------------- |
| 2000 | Ectomorphed Works | JP3 Gold · (6 Wo.)JP | Erstveröffentlichung: 28. Juni 2000 |

### Singles
| Jahr | Titel Album                                                                         | Höchstplatzierung, Gesamtwochen, AuszeichnungChartsChartplatzierungen (Jahr, Titel, Album, Platzierungen, Wochen, Auszeichnungen, Anmerkungen) | Anmerkungen |
| Jahr | Titel Album                                                                         | JP | Anmerkungen |
| ---- | ----------------------------------------------------------------------------------- | --- | --- |
| 1992 | Floods of Tears / Yasouka (Floods of Tears / 夜想花) Dune                           | — | Erstveröffentlichung: 1992                                                                                               |
| 1994 | Blurry Eyes Tierra                                                                  | JP12 Gold + Gold (Digital) · (10 Wo.)JP | Erstveröffentlichung: 21. Oktober 1994; Titellied der Anime-Serie DNA²                                                   |
| 1995 | Vivid Colors Heavenly                                                               | JP16 Gold · (13 Wo.)JP | Erstveröffentlichung: 6. Juli 1995                                                                                       |
| 1995 | Natsu no Yuu-utsu (Time to Say Good-bye) (夏の憂鬱 [time to say good-bye]) Heavenly | JP15 Gold · (10 Wo.)JP | Erstveröffentlichung: 21. Oktober 1995                                                                                   |
| 1996 | Kaze ni Kienaide (風にきえないで) True                                              | JP4 Gold · (13 Wo.)JP | Erstveröffentlichung: 8. Juli 1996                                                                                       |
| 1996 | Flower True                                                                         | JP5 Platin + Platin (Digital) · (25 Wo.)JP | Erstveröffentlichung: 17. Oktober 1996                                                                                   |
| 1996 | Lies and Truth True                                                                 | JP6 Gold · (20 Wo.)JP | Erstveröffentlichung: 21. November 1996                                                                                  |
| 1997 | Niji (虹) Heart                                                                     | JP3 Platin + Gold (Digital) · (25 Wo.)JP | Erstveröffentlichung: 17. Oktober 1997; Titellied der Anime-Serie Rurouni Kenshin                                        |
| 1998 | Winter Fall Heart                                                                   | JP1 ×2Doppelplatin + Platin (Digital) · (24 Wo.)JP                                                                                             | Erstveröffentlichung: 18. Januar 1998                                                                                    |
| 1998 | Dive to Blue Ark                                                                    | JP1 ×2Doppelplatin + Gold (Digital) · (35 Wo.)JP                                                                                               | Erstveröffentlichung: 25. März 1998                                                                                      |
| 1998 | Honey Ray                                                                           | JP1 ×3Dreifachplatin + Platin (Digital) · (33 Wo.)JP                                                                                           | Erstveröffentlichung: 8. Juli 1998 · + JP: Gold (Streaming)                                                              |
| 1998 | Kasou (花葬) Ray                                                                    | JP4 Diamant + Gold (Digital) · (30 Wo.)JP | Erstveröffentlichung: 8. Juli 1998                                                                                       |
| 1998 | Shinshoku ~Lose Control~ (浸食 ～Lose Control～) Ray                                | JP2 ×2Doppelplatin · (25 Wo.)JP | Erstveröffentlichung: 8. Juli 1998                                                                                       |
| 1998 | Snow Drop Ray                                                                       | JP1 ×3Dreifachplatin + Gold (Digital) · (23 Wo.)JP                                                                                             | Erstveröffentlichung: 7. Oktober 1998                                                                                    |
| 1998 | Forbidden Lover Ark                                                                 | JP1 ×2Doppelplatin · (19 Wo.)JP | Erstveröffentlichung: 14. Oktober 1998                                                                                   |
| 1999 | Heaven’s Drive Ark                                                                  | JP1 ×3Dreifachplatin + Gold (Digital) · (12 Wo.)JP                                                                                             | Erstveröffentlichung: 21. April 1999                                                                                     |
| 1999 | Pieces Ark                                                                          | JP1 ×2Doppelplatin · (8 Wo.)JP | Erstveröffentlichung: 2. Juni 1999                                                                                       |
| 1999 | Driver’s High Ark                                                                   | JP2 Platin + Platin (Digital) · (8 Wo.)JP | Erstveröffentlichung: 11. August 1999 · + JP: Gold (Streaming); Titellied der Anime-Serie GTO                            |
| 1999 | Love Flies Real                                                                     | JP1 Platin · (14 Wo.)JP | Erstveröffentlichung: 27. Oktober 1999                                                                                   |
| 2000 | Neo Universe / Finale Real                                                          | JP1 Diamant + Gold (Digital) · (12 Wo.)JP | Erstveröffentlichung: 19. Januar 2000; Lied zum Kinofilm Ring 0 − Birthday                                               |
| 2000 | Stay Away Real                                                                      | JP2 ×2Doppelplatin · (9 Wo.)JP | Erstveröffentlichung: 19. Juli 2000                                                                                      |
| 2001 | Spirit Dreams Inside -Another Dream- Smile                                          | JP5 Platin · (7 Wo.)JP | Erstveröffentlichung: 5. September 2001; Schlusslied zum Kinofilm Final Fantasy: Die Mächte in dir                       |
| 2004 | Ready Steady Go Smile                                                               | JP1 Platin + Platin (Mobile Downloads) · (16 Wo.)JP                                                                                            | Erstveröffentlichung: 4. Februar 2004; Titellied der Anime-Serie Fullmetal Alchemist · + JP: ×2Doppelplatin (Klingelton) |
| 2004 | Hitomi no Juunin (瞳の住人) Smile                                                   | JP1 Gold + Gold (Mobile Downloads) · (10 Wo.)JP                                                                                                | Erstveröffentlichung: 3. März 2004                                                                                       |
| 2004 | Jiyuu e no Shoutai (自由への招待) Awake                                             | JP1 Platin + Gold (Digital) · (13 Wo.)JP | Erstveröffentlichung: 2. Juni 2004                                                                                       |
| 2005 | Killing Me Awake                                                                    | JP1 Gold · (12 Wo.)JP | Erstveröffentlichung: 13. Januar 2005                                                                                    |
| 2005 | New World Awake                                                                     | JP1 Gold + Gold (Digital) · (9 Wo.)JP | Erstveröffentlichung: 6. April 2005                                                                                      |
| 2005 | Jojoushi (叙情詩) Awake                                                             | JP1 Gold · (7 Wo.)JP | Erstveröffentlichung: 18. Mai 2005                                                                                       |
| 2005 | Link Kiss                                                                           | JP2 Platin + Platin (Digital) · (14 Wo.)JP | Erstveröffentlichung: 20. Juli 2005                                                                                      |
| 2006 | The Fourth Avenue Café True                                                         | JP5 Gold (Digital) · (9 Wo.)JP | Erstveröffentlichung: 30. August 2006; 15 alte Single als Neuauflage zum 15th Anniversary                                |
| 2007 | Seventh Heaven Kiss                                                                 | JP1 Gold + Gold (Mobile Downloads) · (10 Wo.)JP                                                                                                | Erstveröffentlichung: 30. Mai 2007                                                                                       |
| 2007 | My Heart Draws a Dream Kiss                                                         | JP1 Gold + Gold (Mobile Downloads) · (11 Wo.)JP                                                                                                | Erstveröffentlichung: 29. August 2007                                                                                    |
| 2007 | Daybreak’s Bell Kiss                                                                | JP1 Gold + Platin (Mobile Downloads) · (19 Wo.)JP                                                                                              | Erstveröffentlichung: 10. Oktober 2007; Titellied der Anime-Serie Gundam 00                                              |
| 2007 | Hurry Xmas Kiss                                                                     | JP2 Gold + Gold (Mobile Downloads) · (8 Wo.)JP                                                                                                 | Erstveröffentlichung: 14. November 2007                                                                                  |
| 2008 | Drink It Down Butterfly                                                             | JP1 Gold + Gold (Mobile Downloads) · (14 Wo.)JP                                                                                                | Erstveröffentlichung: 2. April 2008; Titellied zu Devil May Cry 4                                                        |
| 2008 | Nexus 4 / Shine Butterfly                                                           | JP2 Gold · (9 Wo.)JP | Erstveröffentlichung: 27. August 2008; Titellied der Anime-Serie Guardian of the Spirit                                  |
| 2008 | Hurry Xmas Kiss                                                                     | JP8 (6 Wo.)JP | Erstveröffentlichung: 26. November 2008; Neuauflage 2008                                                                 |
| 2009 | Hurry Xmas Kiss                                                                     | JP5 (6 Wo.)JP | Erstveröffentlichung: 9. Dezember 2009; Neuauflage 2009                                                                  |
| 2010 | Bless Butterfly                                                                     | JP2 Gold + Gold (Mobile Downloads) · (12 Wo.)JP                                                                                                | Erstveröffentlichung: 27. Januar 2010                                                                                    |
| 2010 | Hurry Xmas Kiss                                                                     | JP19 (5 Wo.)JP | Erstveröffentlichung: 9. Dezember 2009; Neuauflage 2010                                                                  |
| 2011 | Good Luck My Way Butterfly                                                          | JP4 Gold + Gold (Mobile Downloads) · (20 Wo.)JP                                                                                                | Erstveröffentlichung: 29. Juni 2011                                                                                      |
| 2011 | XXX Butterfly                                                                       | JP1 Gold + Gold (Digital) · (14 Wo.)JP | Erstveröffentlichung: 12. Oktober 2011                                                                                   |
| 2011 | Chase Butterfly                                                                     | JP2 Gold + Gold (Digital) · (9 Wo.)JP | Erstveröffentlichung: 21. Dezember 2011                                                                                  |
| 2014 | Everlasting –                                                                       | JP2 (4 Wo.)JP | Erstveröffentlichung: 13. August 2014                                                                                    |
| 2015 | Wings Flap –                                                                        | JP2 (7 Wo.)JP | Erstveröffentlichung: 23. Dezember 2015                                                                                  |
| 2016 | Don’t be Afraid –                                                                   | JP4 (8 Wo.)JP | Erstveröffentlichung: 21. Dezember 2016                                                                                  |
| 2021 | Mirai –                                                                             | JP5 (11 Wo.)JP | Erstveröffentlichung: 25. August 2021                                                                                    |
| 2021 | Forever –                                                                           | JP7 (11 Wo.)JP | Erstveröffentlichung: 29. September 2021                                                                                 |
| 2025 | You Gotta Run –                                                                     | JP5 (5 Wo.)JP | Erstveröffentlichung: 15. Januar 2025                                                                                    |

### Videoalben
| Jahr | Titel                                                                   | Höchstplatzierung, Gesamtwochen, AuszeichnungChartsChartplatzierungen (Jahr, Titel, Platzierungen, Wochen, Auszeichnungen, Anmerkungen) | Anmerkungen                                                      |
| Jahr | Titel                                                                   | JP | Anmerkungen                                                      |
| ---- | ----------------------------------------------------------------------- | --- | ---------------------------------------------------------------- |
| 1992 | L’Arc~en~Ciel                                                           | — | Erstveröffentlichung: 16. März 1992; freie Verteilung, limitiert |
| 1993 | Touch of Dune                                                           | — | Erstveröffentlichung: 21. Oktober 1993; limitiert                |
| 1994 | Nemuri ni Yosete (眠りによせて)                                         | — | Erstveröffentlichung: 1. Juli 1994                               |
| 1994 | Siesta～Film of Dreams～                                                | — | Erstveröffentlichung: 1. Dezember 1994                           |
| 1995 | And She Said                                                            | — | Erstveröffentlichung: 21. Mai 1995                               |
| 1996 | Heavenly ~Films~                                                        | — | Erstveröffentlichung: 21. März 1996                              |
| 1998 | A Piece of Reincarnation                                                | — | Erstveröffentlichung: 22. April 1998                             |
| 1998 | Heart ni Hi wo Tsukero! (ハートに火をつけろ！)                          | — | Erstveröffentlichung: 23. Dezember 1998                          |
| 1999 | Chronicle                                                               | JP4 (2 Wo.)JP | Erstveröffentlichung: 11. August 1999                            |
| 1999 | 1999 Grand Cross Conclusion                                             | JP1 Platin · (7 Wo.)JP | Erstveröffentlichung: 1. Dezember 1999                           |
| 2001 | Chronicle 2                                                             | JP1 (4 Wo.)JP | Erstveröffentlichung: 28. März 2001                              |
| 2001 | Club Circuit 2000 Realive -No Cut-                                      | JP5 Gold · (4 Wo.)JP | Erstveröffentlichung: 20. Juni 2001                              |
| 2003 | 7                                                                       | JP6 (18 Wo.)JP | Erstveröffentlichung: 17. Dezember 2003                          |
| 2004 | Live In U.S.A.～at 1st Mariner Arena July 31, 2004～                    | JP3 (14 Wo.)JP | Erstveröffentlichung: 8. Dezember 2004                           |
| 2005 | Smile Tour 2004 (全国編)                                                | JP1 (14 Wo.)JP | Erstveröffentlichung: 1. Juni 2005                               |
| 2005 | Awake Tour 2005                                                         | JP3 (13 Wo.)JP | Erstveröffentlichung: 14. Dezember 2005                          |
| 2006 | AsiaLive 2005                                                           | JP1 (11 Wo.)JP | Erstveröffentlichung: 21. Juni 2006                              |
| 2007 | Chronicle 0 -Zero-                                                      | JP2 (9 Wo.)JP | Erstveröffentlichung: 14. Februar 2007                           |
| 2007 | Five Live Archives                                                      | JP4 (3 Wo.)JP | Erstveröffentlichung: 4. April 2007                              |
| 2007 | 15th L’Anniversary Live                                                 | JP1 Gold · (24 Wo.)JP | Erstveröffentlichung: 12. September 2007                         |
| 2007 | Chronicle 3                                                             | JP3 (11 Wo.)JP | Erstveröffentlichung: 5. Dezember 2007                           |
| 2008 | Are you Ready? 2007 (またハートに火をつけろ!) in Okinawa                | JP2 (14 Wo.)JP | Erstveröffentlichung: 2. April 2008                              |
| 2008 | Tour 2007–2008 Theater of Kiss                                          | JP1 (11 Wo.)JP | Erstveröffentlichung: 27. August 2008                            |
| 2009 | Chronicle 4                                                             | JP4 (8 Wo.)JP | Erstveröffentlichung: 25. Februar 2009                           |
| 2009 | Documentary Films ~Trans Asia via Paris~                                | JP7 (12 Wo.)JP | Erstveröffentlichung: 25. März 2009                              |
| 2009 | Live in Paris                                                           | JP1 (11 Wo.)JP | Erstveröffentlichung: 20. Mai 2009                               |
| 2010 | Tour 2008 L’7～Trans Asia via Paris～                                   | JP2 (8 Wo.)JP | Erstveröffentlichung: 31. März 2010                              |
| 2011 | Five Live Archives 2                                                    | JP4 (5 Wo.)JP | Erstveröffentlichung: 6. April 2011                              |
| 2011 | 20th L’Anniversary Live Day1                                            | JP2 (17 Wo.)JP | Erstveröffentlichung: 28. Dezember 2011                          |
| 2011 | 20th L’Anniversary Live Day2                                            | JP3 (17 Wo.)JP | Erstveröffentlichung: 28. Dezember 2011                          |
| 2012 | Live Twenity                                                            | JP2 (14 Wo.)JP | Erstveröffentlichung: 13. Juni 2012                              |
| 2012 | World Tour 2012 Live at Madison Square Garden                           | JP2 (10 Wo.)JP | Erstveröffentlichung: 26. Dezember 2012                          |
| 2013 | 20th L’Anniversary World Tour 2012 – The Final Live at National Stadium | JP4 (9 Wo.)JP | Erstveröffentlichung: 20. März 2013                              |
| 2014 | L’Aive Blu-ray Box-Limited Edition-                                     | — | Erstveröffentlichung: 26. Februar 2014                           |
| 2014 | L’Arc-en-Ciel Live 2014 at National Stadium                             | JP2 (8 Wo.)JP | Erstveröffentlichung: 12. November 2014                          |
| 2015 | Documentary Films～World Tour 2012～Over The L’Arc-en-Ciel              | JP10 (3 Wo.)JP | Erstveröffentlichung: 15. April 2015                             |
| 2017 | L’Arc～en～Ciel Live 2015 L’ArCasino                                    | JP4 (6 Wo.)JP | Erstveröffentlichung: 1. März 2017                               |
| 2018 | 25th L’Anniversary Live                                                 | JP5 (7 Wo.)JP | Erstveröffentlichung: 30. Mai 2018                               |
| 2019 | Live 2018 L’ArChristmas                                                 | JP5 (9 Wo.)JP | Erstveröffentlichung: 18. Dezember 2019                          |
| 2024 | L’Arc～en～Ciel 30th L’Anniversary Live                                 | JP6 (14 Wo.)JP | Erstveröffentlichung: 27. März 2024                              |

### Auszeichnungen für Musikverkäufe
Anmerkung: Auszeichnungen in Ländern aus den Charttabellen bzw. Chartboxen sind in ebendiesen zu finden.
| Land/RegionAuszeichnungen für Musikverkäufe (Land/Region, Auszeichnungen, Verkäufe, Quellen) | Gold       | Platin       | Diamant     | Verkäufe   | Quellen        |
| -------------------------------------------------------------------------------------------- | ---------- | ------------ | ----------- | ---------- | -------------- |
| Japan (RIAJ)                                                                                 | 46× Gold46 | 61× Platin61 | 6× Diamant6 | 33.300.000 | riaj.or.jp JP2 |
| Insgesamt                                                                                    | 46× Gold46 | 61× Platin61 | 6× Diamant6 |            |                |